# 李密 (西晋)
李密（224年—287年），又名虔，字令伯，三國蜀漢犍為郡武陽縣（今四川省眉山市彭山区）人。蜀汉、西晋官员。在晉官至汉中郡太守。

## 生平
李密幼年丧父，母亲改嫁，思念父母的李密因而得病，只因祖母劉氏抚养才得長大成人。李密虽从小境遇不佳，但十分好学，师从于谯周门下，專攻《春秋左氏傳》，亦博览五经，亦有涉獵其他書籍，才思敏捷而有辯才，譙周門人將陳壽與他比作孔子門生子游、子夏。早年曾任蜀益州從事、尚书郎、大将军主簿及太子洗馬，更曾經數次出使東吳，並得東吳君臣稱許。
對於撫育他成人的祖母，李密亦以盡孝見稱，劉氏患病時他都會盡心照顧，衣不解帶，膳食和湯藥都先嚐過才給劉氏吃，期間亦不免擔心得哭泣哀嘆。炎興元年（263年），蜀漢亡，鄧艾因其名聲而請他任自己的主簿，又寫信招他見面，但李密都一概不應。及至後來州郡（比如益州刺史董榮）再來徵命，李密仍然為了奉养祖母，而拒絕出仕，只在有閒暇時講學授徒。泰始三年（267年），晋武帝立太子，下诏徵召李密入朝當太子洗马，李密於是作《陳情表》向晉武帝陳述因由，其言辭懇切，感人至深，終得晋武帝恩许，不再逼召他出仕，更賜他奴婢二人，又命郡縣資給劉氏的膳食。
後來劉氏去世，朝廷待李密為其守喪後再召李密出任太子洗馬。李密到洛陽後，與張華見面時曾言及蜀漢後主劉禪及丞相諸葛亮，他將刘禅在蜀地的成敗比喻為如同齐桓公，其言談亦得張華稱善。後轉尚書郎及溫令。河內溫縣是晉皇室河內司馬氏的故鄉，而諸王路過溫縣時都會向縣府索要物品，令當地官民都感困擾。李密上任後，上引漢高祖劉邦過故鄉沛縣時禮敬老幼，不要當地供給物品的往事嚴正拒絕要求。最終日後諸王過縣都不敢再這樣做，但李密的正直公正就只有隴西王司馬泰對其敬重友善，其他貴族外戚都忌憚他。另一方面，李密討厭他的從事，曾經和人說：「慶父不死，魯難未已。」正以慶父比從事。從事將這事上奏司隸校尉，不過因著李密治縣勤勉，都不怪罪。李密後轉益州大中正。因著自己的才能，李密常常也想升入朝廷中樞內，然而他於朝中無援，還是未能如願，只改任漢中太守。李密在晉武帝為他於東堂舉行的送行宴會中受詔賦詩，但卻在末段將不滿之情溢於詩句中，寫：「人亦有言，有因有緣。官無中人，不如歸田。明明在上，斯語豈然！」晉武帝聞而忿怒，因此被都官從事上奏免去其官職。後李密於家中去世，享年六十四歲。

## 性格特徵
李密除了為祖母盡孝而知名外，《華陽國志》亦記載李密性格正直誠實，且李密與王崇、壽良、陳壽、李驤及杜烈幾位蜀漢舊臣都有深交，入晉後亦被視為梁益二州才俊的代表。不過除了王崇外其餘五人間的關係都不能夠維持至終，在壽良、李驤及陳壽互相批評對方之時，李密亦公允地評價他們的得失並且嚴厲批評他們，又常常說：「吾獨立於世，顧景為疇，而不懼者，必無彼此於人故也。」

## 著作
李密作品已知有《述理论》十篇，內容為論中和仁義儒學道化之事，但已遗失，其作品流传至今的仅有《陈情表》和《赐钱东堂诏令赋诗》一章。
其《陳情表》一文，安子順將之列為抒情文三大傑作之一，認為「讀李密《陳情表》而不流淚者，其人必不孝」。

## 子女
李密有六子，被稱為「六龍」
- 李賜，汶山太守
- 李興，官至太傅參軍
- 李盛碩，寧浦太守

## 延伸阅读
[在维基数据编辑]
 在维基文库阅读此作者作品
 《晉書·卷088》，出自房玄齡《晉書》